# Jason Bourne (film)
Jason Bourne is een Amerikaanse spionagefilm uit 2016, geregisseerd door Paul Greengrass. Het is de vijfde film uit de Bourne-franchise en een vervolg op The Bourne Ultimatum uit 2007. De film ging op 11 juli in première in Londen.

## Verhaal
Verscheidene jaren na zijn verdwijning (op het einde van The Bourne Ultimatum) duikt Jason Bourne onverwachts weer op net op het moment dat de wereld geconfronteerd wordt met een nog nooit geziene instabiliteit. Op hetzelfde moment wordt een nieuw programma ontwikkeld om Bourne op te zoeken terwijl deze nog steeds naar antwoorden zoekt over zijn verleden en zijn familie.

## Rolverdeling
| Acteur          | Personage     |
| --------------- | ------------- |
| Matt Damon      | Jason Bourne  |
| Tommy Lee Jones | Robert Dewey  |
| Alicia Vikander | Heather Lee   |
| Vincent Cassel  | Asset         |
| Julia Stiles    | Nicky Parsons |
| Riz Ahmed       | Aaron Kalloor |
| Ato Essandoh    | Craig Jeffers |
| Scott Shepherd  | Edwin Russell |
| Bill Camp       | Malcolm Smith |
| Stephen Kunken  | Baumen        |

## Productie
Na The Bourne Ultimatum had Matt Damon aangegeven niet geïnteresseerd te zijn in een volgende Bourne-film. In augustus 2012 kwam er wel een vierde film uit, The Bourne Legacy, maar met Jeremy Renner in de hoofdrol en met Tony Gilroy als regisseur. Op 15 september 2014 werd aangekondigd dat er toch een vijfde film kwam met Matt Damon in de hoofdrol en Paul Greengrass als regisseur.
De filmopnamen gingen van start op 8 september 2015. Begin november werd er gefilmd in Station London Paddington, einde november in Berlijn en begin december in Constitution Gardens, Washington D.C.. Vanaf 14 tot 21 januari 2016 werd er gefilmd in Las Vegas (Nevada) en in maart in het treinstation van Woolwich, Greenwich, Londen.

## Muziek
De filmmuziek werd gecomponeerd door John Powell en David Buckley en werd op 29 juli 2016 gereleaset door Back Lot Music. Moby nam net zoals de twee voorgaande Bourne-films een nieuwe versie op van zijn single Extreme Ways uit 2002, die te horen zal zijn tijdens de aftiteling van de film.

## Prijzen en nominaties
De belangrijkste:
| Jaar | Prijs             | Categorie                           | Genomineerde(n) | Uitslag     |
| ---- | ----------------- | ----------------------------------- | --------------- | ----------- |
| 2016 | Teen Choice Award | Choice AnTEENcipated Movie          |                 | Genomineerd |
| 2016 | Teen Choice Award | Choice Movie Actor: AnTEENcipated   | Matt Damon      | Genomineerd |
| 2016 | Teen Choice Award | Choice Movie Actress: AnTEENcipated | Alicia Vikander | Genomineerd |